# Шазад Латіф
Шазад Латіф (англ. Shazad Latif; народився 8 липня 1988) — британський актор, який знявся в ролі Таріка Масуда у телесеріалі BBC «Привиди», також в ролі Клема Фанданго у серіалі «Тост із Лондона», і в ролі лікаря Джекіла та містера Хайда у телесеріалі «Бульварні жахіття».
У телесеріалі «Зоряний шлях: Дискавері» грав роль голови безпеки Еша Тайлера.

## Біографія
Народився в Лондоні у змішаній сім'ї, що має пакистанське, англійське та шотландське походження. Латиф виріс в Туфнел парку у Північному Лондоні. Його батько пакистанець Джавід Ікбал.
Латіф навчався в театральній школі Bristol Old Vic і виступав у багатьох постановках, включаючи короля Ліра, граючи в Корнуолі, і в комедіїних постановках. Він закінчив школу на рік раніше, щоб зніматися в телесеріалі «Привиди».

## Кар'єра
Роль у серіалі «Привиди» була його перша велика роль на телебаченні, де він грав висококваліфікованого техніка і аналітика даних Таріка Масуда. Він з'явився у всіх трьох серіях серіалу «Тост із Лондона» у ролі Клема Фанданго, одного з співробітників студії, що записував голос артиста Стівена Тоста.
У 2016 році він приєднався до зйомок у серіалі «Бульварні жахіття» як літературний персонаж доктора Джекіла.
У 2017 році Латіф грав роль лейтенанта Еша Тайлера у телесеріалі «Зоряний шлях: Дискавері», пізніше з'ясувалося, що він також грав клінгона Вока.
У 2018 Шазад Латіф грав у трилері «Профіль». Прем'єра відбулася на 68-му Берлінському міжнародному кінофестивалі, де вона отримала нагороду для глядачів.

## Цікаві факти
Хоча його персонаж в серіалі «Привиди» є технологічним експертом, в реальному житті Латіф є самопроголошеним технофобом.[джерело?]